# Зелена (Коноське)
Зелена (рос. Зелёная) — присілок в Коноському районі Архангельської області Російської Федерації.
Населення становить 5 осіб. Входить до складу муніципального утворення Коноське сільське поселення.

## Історія
Від 2004 року входить до складу муніципального утворення Коноське сільське поселення.

## Населення
| 2002 | 2010 | 2012 |
| ---- | ---- | ---- |
| 6    | ↗7   | ↘5   |